# پنگوئنون
پنگوئنون یک ترکیب آلی با فرمول مولکولی C۱۰H۱۴O است. نام آن از این واقعیت می‌آید که ساختار مولکولی آن شبیه یک پنگوئن است.
پسوند «یک» نشان می‌دهد که پنگوئنون یک کتون است.